# Moon in the Scorpio
Moon in the Scorpio är det första studioalbumet med det norska black metal-bandet Limbonic Art. Albumet utgavs 1996 av skivbolaget Nocturnal Art Productions.

## Låtlista
1. "Beneath the Burial Surface" – 13:42
2. "Moon in the Scorpio" – 8:22
3. "Through Gleams of Death" – 7:58
4. "Overture: Nocturne" – 1:19
5. "In Mourning Mystique" – 14:41
6. "Beyond the Candles Burning" – 7:08
7. "Darkzone Martyrium" – 6:21

- Texter: Daemon

## Medverkande
Musiker (Limbonic Art-medlemmar)
- Daemon (Vidar Jensen) – sång, gitarr, basgitarr
- Morfeus (Krister Dreyer) – trummor, keyboard, sång

Bidragande musiker
- Morgana (Anne Aasebø) – sång

Produktion
- Limbonic Art – producent
- Anders G. Offenberg, Jr. – producent, ljudtekniker
- Morfeus – omslagskonst
- Morgana – foto